# Vanessa Seward
Pour les articles homonymes, voir Seward.
Vanessa Seward, née en 1969 à Buenos Aires, est une créatrice de mode française et une artiste peintre.

## Formation et débuts
Née à Buenos Aires en 1969, Vanessa Seward a grandi à Londres puis à Paris,. Son père, un diplomate argentin, est conseiller économique d'ambassade. Elle fait sa scolarité à l'Institut de l'Assomption. Après sa formation au Studio Berçot, elle intègre l’équipe de Karl Lagerfeld chez Chanel et y reste neuf ans ; puis elle rejoint celle de Tom Ford chez Yves Saint Laurent en 2000. Elle rejoint ensuite Loris Azzaro en 2002 pour relancer le prêt-à-porter puis lui succède l'année suivante en tant que directrice artistique ; elle habille entre autres Natalie Portman, Nicole Kidman, Kristen Stewart, Marisa Berenson mais aussi plusieurs fois Valérie Lemercier. Elle quitte Azzaro en 2011, et devient styliste indépendante. Depuis 2012, elle collabore avec succès auprès de la marque de prêt-à-porter A.P.C. et propose une collection capsule à chaque saison, avant de prendre la décision de créer une marque à son nom.

## Lancement de la marque
En 2014, Vanessa Seward lance sa propre marque avec le soutien d’A.P.C. et de son fondateur, Jean Touitou,. Un défilé organisé pendant la Fashion Week de Paris au Mona Bismarck American Center présente sa première collection, pour l’Automne-Hiver 2015.
Il s’agit d’une marque de prêt-à-porter avec pour objectif de rendre accessible sa vision du chic, empruntée aux années 1970, et de définir une féminité classique et exacerbée. Elle propose, par exemple, des jeans brodés aux noms de ses clientes. « Les années 1970 me fascinent car elles ne vieillissent pas. Les femmes étaient à la fois fortes, sensuelles et élégantes sans être à la mode. Cet équilibre n'a jamais été atteint depuis ». La marque est arrêtée en 2019.

## Peinture
Depuis 2021, Vanessa Seward mène une nouvelle carrière de peintre portraitiste. C'est durant le confinement qu'elle a abordé cet art. Elle participe à une exposition de groupe puis en avril 2023, Vanessa dévoile, à la galerie Mouvements Modernes, sa première exposition personnelle, intitulée « Portraits »,. Même si elle dit à cette époque, préférer la peinture, elle n'a pas dit adieu à sa précédente carrière, elle précise : « je ne crois pas avoir dit mon dernier mot dans le monde de la mode ».

## Projets parallèles
Au cinéma, elle apporte son concours aux films de Valérie Donzelli (Main dans la main) ou Siegrid Alnoy (Miroir mon amour), créant des costumes pour Valérie Lemercier, Aurore Clément ou Fanny Ardant. Elle dessine en 2012, une collection de bijoux pour Swarovski. Elle signe les costumes de la comédie musicale Les Parapluies de Cherbourg au Théâtre du Châtelet.

## Vie privée
Vanessa Seward est mariée à Bertrand Burgalat, patron du label Tricatel. Ce dernier participe à la conception de l'environnement musical de la marque. Elle a une fille.

## Publication
- Vanessa Seward et Matthias Debureaux, Le guide de la gentlewoman, Jean-Claude Lattès, 208 p.[15]

## Source
- Sophie Massalovitch, « Vanessa Seward : secrets d'allure », Challenges, no 729,‎ 10 février 2022, p. 92 à 94 (ISSN 0751-4417).